# Harold Goldsmith
Harold David Goldsmith (geboren am 20. Juli 1930 in Gensungen, Deutsches Reich als Hans Goldschmidt; gestorben am 13. März 2004 in New York City) war ein US-amerikanischer Fechter.

## Allgemeines Leben
Goldsmith wurde in Gensungen, Hessen, in einer jüdischen Kaufmannsfamilie geboren. Am 3. Februar 1938 konnte Hans Goldschmidt zusammen mit seinen Großeltern, Geschwistern und Eltern aus Deutschland fliehen, die ein Manufaktur- und Modewarengeschäft des Großvaters Seligmann Levi aufgeben mussten, und emigrierte nach Manhattan. Er besuchte als Hal Goldsmith die Stuyvesant High School. Er diente als Offizier in der United States Army.
Im Jahr 1956 heiratete er DelRene Millner und bekam die Söhne John und Bob. 1964 zogen sie nach Ardsley, New York, und 1991 zogen sie nach Chilmark, Massachusetts. Beruflich wirkte er im Versicherungswesen, im Wesentlichen bei dem internationalen Versicherungsmakler Frenkel and Company. Hal Goldsmith starb im Alter von 73 Jahren in New York City.

## Sportkarriere
Goldsmith focht für den Fencers Club in New York. Er besuchte das City College of New York. Goldsmith gewann 1952 die Florettmeisterschaft der NCAA (National Collegiate Athletic Association).
Er gewann die Einzelgoldmedaille im Florett bei den Panamerikanischen Spielen 1955 und 1959, bei diesen Spielen zudem die Mannschaftsgoldmedaille im Florett. Goldsmith gewann außerdem Silbermedaillen in den Mannschaftswettbewerben Florett und Degen 1955.
Goldsmith war Mitglied in drei olympischen Fechtmannschaften. Er vertrat die USA 1952 in Helsinki, 1956 in Melbourne und 1960 in Rom. Die gesamte Fechtmannschaft der USA bei den Olympischen Spielen 1956 war jüdisch, die anderen Fechter waren Daniel Bukantz, Albert Axelrod, Nathaniel Lubell und Byron Krieger.
Bei den US-Meisterschaften gewann Goldsmith Medaillen 1952, 1957 und 1960.